# Niklas Larsen
Niklas Larsen (ur. 22 marca 1997 w Slagelse) – duński kolarz torowy i szosowy, trzykrotny medalista olimpijski oraz wielokrotny medalista torowych mistrzostw świata i Europy.

## Kariera
Pierwszy sukces w karierze osiągnął w 2015 roku, kiedy zdobył srebrny medal w drużynowym wyścigu na dochodzenie podczas torowych mistrzostw Europy juniorów. W 2016 roku zdobył trzy medale. Najpierw wspólnie z Lasse Normanem Hansenem, Frederikiem Madsenem, Casperem von Folsachem i Rasmusem Quaade zdobył brązowy medal w drużynowym wyścigu na dochodzenie na mistrzostwach świata w Londynie. Następnie w tej samej konkurencji zajął trzecie miejsce podczas igrzysk olimpijskich w Rio de Janeiro. Ponadto zwyciężył w wyścigu punktowym na mistrzostwach Europy w Yvelines. Rok później był drugi w tej samej konkurencji i madisonie podczas mistrzostw Europy w Berlinie. Zdobył też z drużyną srebrny medal na mistrzostwach świata w Apeldoorn (2018), brązowy podczas mistrzostw świata w Pruszkowie (2019) oraz ponownie srebrny na igrzyskach olimpijskich w Tokio.